# 변제자대위
변제자대위(辨濟者代位)란 제3자가 채무자를 대신하여 변제한 경우(대위변제)에 변제자는 채무자에게 구상권을 취득하며, 구상권의 실효성을 확보하기 위하여 변제자의 구상권 범위 내에서 채권자가 채무자에 대하여 가지고 있던 권리가 당연히 변제자에게 이전되는 것을 말한다.

## 요건
1. 제3자 또는 공동채무자의 출재로 채권자가 채권의 내용에 따른 만족을 얻어야 하고,
2. 변제자는 채무자에게 구상권을 가져야 하며
3. 채권자의 승낙(임의대위) 또는 변제할 정당한 이익(법정대위)이 있어야 한다.

## 효과
채권자를 대위한 자는 자기의 권리에 의하여 구상할 수 있는 범위에서 채권 및 그 담보에 관한 권리를 행사할 수 있다. 대위에 의해 이전되는 권리는 채권자의 채권 및 담보에 관한 권리이고, 채권자가 계약 당사자의 지위에서 가지는 취소권, 해제권, 해지권 등은 이전되지 않는다.

## 판례
- 제3취득자가 담보부동산에 설정된 근저당권의 피담보채무의 이행을 인수한 경우, 그것은 결국 자기의 채무를 변제하는 것이 되어 채무자에 대한 구상권이 발생하지 않으나[3], 제3취득자가 피담보채무를 공제하지 않고 매매대금 전부를 지급하고 그 후 담보권의 실행으로 목적물의 소유권을 잃을 때에는, 제3취득자는 물상보증인의 구상권 규정을 유추적용하여 보증채무에 관한 규정에 의하여 채무자에 대한 구상권이 있다[4].
- 채권자의 채권은 제3자의 변제로 소멸하지만 그 소멸은 채권자와 채무자 사이에서의 상대적인 것으로서 채무자와 변제자 사이에서는 소멸하지 않고 채권이 변제자에게 이전한다고 해석한다.[5].
- 물상보증인이 채무자의 채무를 대신 변제한 경우에는 채무자로부터 담보부동산을 취득한 제3자에게 자신이 변제한 금액을 전부 지급하도록 요구할 수 있다[6]

## 참고 문헌
- 임한흠, 법률 플러스-변제자대위에 있어서 물상보증인과 제3취득자의 관계  2015.04.21 경기일보

## 같이 보기
- 구상권
- 변제공탁
- 대한민국 민법 제483조 일부의 대위
- 대한민국 민법 제482조 변제자대위의 효과, 대위자간의 관계
- 대한민국 민법 제481조 변제자의 법정대위